# Ectrosia gulliveri
Ectrosia gulliveri là một loài thực vật có hoa trong họ Hòa thảo. Loài này được F.Muell. mô tả khoa học đầu tiên năm 1873.